# Voir (magazine de télévision)
 (février 2014).
Si vous disposez d'ouvrages ou d'articles de référence ou si vous connaissez des sites web de qualité traitant du thème abordé ici, merci de compléter l'article en donnant les références utiles à sa vérifiabilité et en les liant à la section « Notes et références ».

Voir est un ancien magazine télévisé hebdomadaire français, de deuxième partie de soirée, diffusé sur Antenne 2 à la fin des années 1970. Produit par Jean-Pierre Bertrand, Alain Pujol et Jacques-Gérard Cornu, le programme est lancé le 18 juin 1977.
Plusieurs reportages sur des sujets de société étaient présentés à la suite, sans animateur apparaissant à l'écran, mais seulement une voix off énonçant le sommaire au début et prenant congé à la fin. Le générique représentait de façon abstraite l'iris et la pupille d'un œil, sur une musique simulant un battement de cœur joué sur deux notes à la timbale, agrémentée d'un accompagnement et d'une mélodie joués au synthétiseur.